# Tei Shi
Tei Shi, vlastním jménem Valerie Teicher Barbosa, (* 4. října 1990) je zpěvačka narozená v Buenos Aires kolumbijským rodičům (otec je polského původu). Vyrůstala v Bogotě a později ve Vancouveru. V dospělosti žila v Brooklynu a Los Angeles.
Debutovala v červenci 2013 singlem „M&Ms“, který se stal součástí jejího prvního extended playe (EP) Saudade (listopad 2013), obsahujícího pět dalších písní. V roce 2014 hostovala v písni „Holiest“ kapely Glass Animals a rovněž vydala coververzi písně „No Angel“ od zpěvačky Beyoncé. V dubnu 2015 vydala své druhé EP Verde.
Svou první dlouhohrající desku Crawl Space vydala v březnu 2017; druhou, La Linda, v listopadu 2019. Obsahuje mj. píseň „Even If It Hurts“, v níž hostuje anglický hudebník Blood Orange. S ním později nahrála ještě píseň „Hope“, vydanou na jeho albu Negro Swan (2018). Roku 2020 vydala pětipísňové EP Die 4 Ur Love. S hudebníkem Johnem Calem nahrála píseň „I Know You’re Happy“, vydanou na jeho albu Mercy.